# Bretagne Classic Ouest-France 2023
Bretagne Classic Ouest-France 2023 var den 87. udgave af det franske cykelløb Bretagne Classic Ouest-France. Det 258 km lange linjeløb blev kørt den 3. september 2023 med start og mål i Plouay. Løbet var 31. arrangement på UCI World Tour 2023.
Løbet blev vundet af franske Valentin Madouas fra Groupama-FDJ.

## Resultat
| \| Samlede stilling \| Samlede stilling \| Samlede stilling \| Samlede stilling \| Samlede stilling \| \| Rytter \| Rytter \| Hold \| Tid \| \| \| ---------------- \| ------------------- \| ----------------- \| ---------------- \| ---------------- \| \| 1. \| Valentin Madouas \| Groupama-FDJ \| 6t 15' 22" \| \| \| 2. \| Mathieu Burgaudeau \| TotalEnergies \| + 0" \| \| \| 3. \| Felix Großschartner \| UAE Team Emirates \| + 0" \| \| \| 4. \| Stefan Küng \| Groupama-FDJ \| + 1" \| \| \| 5. \| Jasper De Buyst \| Lotto Dstny \| + 17" \| \| \| 6. \| Marc Hirschi \| UAE Team Emirates \| + 17" \| \| \| 7. \| Tiesj Benoot \| Jumbo-Visma \| + 17" \| \| \| 8. \| Frederik Wandahl \| Bora-Hansgrohe \| + 17" \| \| \| 9. \| Elia Viviani \| Ineos Grenadiers \| + 35" \| \| \| 10. \| Sandy Dujardin \| TotalEnergies \| + 35" \| \| |                     |                   |            |
| |                     |                   |            |
| Kilde: ProCyclingStats |                     |                   |            |
| Samlede stilling |                     |                   |            |
| Rytter | Rytter              | Hold              | Tid        |
| 1. | Valentin Madouas    | Groupama-FDJ      | 6t 15' 22" |
| 2. | Mathieu Burgaudeau  | TotalEnergies     | + 0"       |
| 3. | Felix Großschartner | UAE Team Emirates | + 0"       |
| 4. | Stefan Küng         | Groupama-FDJ      | + 1"       |
| 5. | Jasper De Buyst     | Lotto Dstny       | + 17"      |
| 6. | Marc Hirschi        | UAE Team Emirates | + 17"      |
| 7. | Tiesj Benoot        | Jumbo-Visma       | + 17"      |
| 8. | Frederik Wandahl    | Bora-Hansgrohe    | + 17"      |
| 9. | Elia Viviani        | Ineos Grenadiers  | + 35"      |
| 10. | Sandy Dujardin      | TotalEnergies     | + 35"      |

## Hold og ryttere
| UCI WorldTeams (18)- AG2R Citroën Team - Alpecin-Deceuninck - Astana Qazaqstan Team - Bahrain Victorious - Bora-Hansgrohe - Cofidis - EF Education-EasyPost - Groupama-FDJ - Ineos Grenadiers - Intermarché-Circus-Wanty - Jumbo-Visma - Lidl-Trek - Movistar Team - Soudal Quick-Step - Arkéa-Samsic - Team DSM-Firmenich - Team Jayco AlUla - UAE Team Emirates UCI ProTeams (6)- Bingoal WB - Green Project-Bardiani CSF-Faizanè - Israel-Premier Tech - Lotto Dstny - TotalEnergies - Tudor Pro Cycling Team |
| |

### Danske ryttere
| Danske ryttere på startlisten |                       |                     |           |
| Rygnummer                     | Rytter                | Hold                | Placering |
| 116                           | Johan Price-Pejtersen | Bahrain Victorious  | 70        |
| 185                           | Jakob Fuglsang        | Israel-Premier Tech | 38        |
| 196                           | Frederik Wandahl      | Bora-Hansgrohe      | 8         |
| 227                           | Søren Kragh Andersen  | Alpecin-Deceuninck  | DNF       |
| 231                           | Alexander Kamp        | Tudor Pro Cycling   | 49        |

* DNS = stillede ikke til start

* DNF = gennemførte ikke

### Startliste
| Jumbo-Visma TJV | Jumbo-Visma TJV          | Jumbo-Visma TJV |
| --------------- | ------------------------ | --------------- |
| Nr.             | Rytter                   | Placering       |
| 1               | Christophe Laporte (FRA) | 75.             |
| 2               | Tiesj Benoot (BEL)       | 7.              |
| 3               | Tim van Dijke (NED)      | 17.             |
| 4               | Koen Bouwman (NED)       | 33.             |
| 5               | Sam Oomen (NED)          | 39.             |
| 6               | Mick van Dijke (NED)     | 77.             |
| 7               | Tosh Van der Sande (BEL) | 48.             |

| Lidl-Trek LTK | Lidl-Trek LTK                | Lidl-Trek LTK |
| ------------- | ---------------------------- | ------------- |
| Nr.           | Rytter                       | Placering     |
| 11            | Dario Cataldo (ITA)          | DNF           |
| 12            | Natnael Tesfatsion (ERI)     | DNF           |
| 13            | Thibau Nys (BEL)             | DNF           |
| 14            | Alex Kirsch (LUX) (landevej) | DNF           |
| 15            | Daan Hoole (NED)             | 20.           |
| 16            | Antwan Tolhoek (NED)         | DNF           |
| 17            | Marc Brustenga (ESP)         | DNF           |

| Lotto Dstny LTD | Lotto Dstny LTD          | Lotto Dstny LTD |
| --------------- | ------------------------ | --------------- |
| Nr.             | Rytter                   | Placering       |
| 21              | Arnaud De Lie (BEL)      | 55.             |
| 22              | Maxim Van Gils (BEL)     | 52.             |
| 23              | Florian Vermeersch (BEL) | 19.             |
| 24              | Jasper De Buyst (BEL)    | 5.              |
| 25              | Brent Van Moer (BEL)     | 59.             |
| 26              | Pascal Eenkhoorn (NED)   | 65.             |
| 27              | Cedric Beullens (BEL)    | DNF             |

| Green Project-Bardiani CSF-Faizanè BCF | Green Project-Bardiani CSF-Faizanè BCF | Green Project-Bardiani CSF-Faizanè BCF |
| -------------------------------------- | -------------------------------------- | -------------------------------------- |
| Nr.                                    | Rytter                                 | Placering                              |
| 31                                     | Henok Mulubrhan (ERI)                  | DNF                                    |
| 32                                     | Riccardo Lucca (ITA)                   | 66.                                    |
| 33                                     | Alessandro Tonelli (ITA)               | DNF                                    |
| 34                                     | Filippo Magli (ITA)                    | 86.                                    |
| 35                                     | Martin Marcellusi (ITA)                | 57.                                    |
| 36                                     | Luca Colnaghi (ITA)                    | DNF                                    |
| 37                                     | Davide Gabburo (ITA)                   | 87.                                    |

| Intermarché-Circus-Wanty ICW | Intermarché-Circus-Wanty ICW | Intermarché-Circus-Wanty ICW |
| ---------------------------- | ---------------------------- | ---------------------------- |
| Nr.                          | Rytter                       | Placering                    |
| 41                           | Biniam Girmay (ERI)          | DNF                          |
| 42                           | Madis Mihkels (EST)          | DNF                          |
| 43                           | Lilian Calmejane (FRA)       | DNF                          |
| 44                           | Loïc Vliegen (BEL)           | DNF                          |
| 45                           | Aimé De Gendt (BEL)          | 23.                          |
| 46                           | Dries De Pooter (BEL)        | 83.                          |
| 47                           | Adrien Petit (FRA)           | DNF                          |

| AG2R Citroën Team ACT | AG2R Citroën Team ACT        | AG2R Citroën Team ACT |
| --------------------- | ---------------------------- | --------------------- |
| Nr.                   | Rytter                       | Placering             |
| 51                    | Benoît Cosnefroy (FRA)       | 27.                   |
| 52                    | Aurélien Paret-Peintre (FRA) | 81.                   |
| 53                    | Jordan Labrosse (FRA)        | DNF                   |
| 54                    | Greg Van Avermaet (BEL)      | 43.                   |
| 55                    | Clément Venturini (FRA)      | DNF                   |
| 56                    | Oliver Naesen (BEL)          | DNF                   |
| 57                    | Stan Dewulf (BEL)            | 50.                   |

| Cofidis COF | Cofidis COF            | Cofidis COF |
| ----------- | ---------------------- | ----------- |
| Nr.         | Rytter                 | Placering   |
| 61          | Guillaume Martin (FRA) | 25.         |
| 62          | Jon Izagirre (ESP)     | DNF         |
| 63          | Anthony Perez (FRA)    | 35.         |
| 64          | Jonathan Lastra (ESP)  | DNF         |
| 65          | Simon Geschke (GER)    | DNF         |
| 66          | Hugo Toumire (FRA)     | DNF         |
| 67          | Thomas Champion (FRA)  | DNF         |

| EF Education-EasyPost EFE | EF Education-EasyPost EFE  | EF Education-EasyPost EFE |
| ------------------------- | -------------------------- | ------------------------- |
| Nr.                       | Rytter                     | Placering                 |
| 71                        | Ben Healy (IRL) (landevej) | DNF                       |
| 72                        | Alberto Bettiol (ITA)      | DNF                       |
| 73                        | Jonas Rutsch (GER)         | 32.                       |
| 74                        | Owain Doull (GBR)          | 11.                       |
| 75                        | Łukasz Wiśniowski (POL)    | DNF                       |
| 76                        | Andrey Amador (CRC)        | 67.                       |
| 77                        | Jens Keukeleire (BEL)      | DNF                       |

| TotalEnergies TEN | TotalEnergies TEN          | TotalEnergies TEN |
| ----------------- | -------------------------- | ----------------- |
| Nr.               | Rytter                     | Placering         |
| 81                | Peter Sagan (SVK)          | DNF               |
| 82                | Mathieu Burgaudeau (FRA)   | 2.                |
| 83                | Sandy Dujardin (FRA)       | 10.               |
| 84                | Anthony Turgis (FRA)       | 62.               |
| 85                | Edvald Boasson Hagen (NOR) | 60.               |
| 86                | Julien Simon (FRA)         | 24.               |
| 87                | Fabien Grellier (FRA)      | 29.               |

| Movistar Team MOV | Movistar Team MOV           | Movistar Team MOV |
| ----------------- | --------------------------- | ----------------- |
| Nr.               | Rytter                      | Placering         |
| 91                | Alex Aranburu (ESP)         | 16.               |
| 92                | Iván Romeo (ESP)            | DNF               |
| 93                | Gorka Izagirre (ESP)        | 73.               |
| 94                | José Joaquín Rojas (ESP)    | 72.               |
| 95                | Will Barta (USA)            | 79.               |
| 96                | Vinicius Rangel Costa (BRA) | DNF               |
| 97                | Johan Jacobs (SUI)          | DNF               |

| Arkéa-Samsic ARK | Arkéa-Samsic ARK          | Arkéa-Samsic ARK |
| ---------------- | ------------------------- | ---------------- |
| Nr.              | Rytter                    | Placering        |
| 101              | Warren Barguil (FRA)      | 34.              |
| 102              | Simon Guglielmi (FRA)     | 88.              |
| 103              | Matis Louvel (FRA)        | 15.              |
| 104              | Clément Champoussin (FRA) | 41.              |
| 105              | Ewen Costiou (FRA)        | 56.              |
| 106              | Laurent Pichon (FRA)      | DNF              |
| 107              | Maxime Bouet (FRA)        | DNF              |

| Bahrain Victorious TBV | Bahrain Victorious TBV      | Bahrain Victorious TBV |
| ---------------------- | --------------------------- | ---------------------- |
| Nr.                    | Rytter                      | Placering              |
| 111                    | Jonathan Milan (ITA)        | DNF                    |
| 112                    | Jack Haig (AUS)             | 44.                    |
| 113                    | Andrea Pasqualon (ITA)      | DNF                    |
| 114                    | Nikias Arndt (GER)          | DNF                    |
| 115                    | Rainer Kepplinger (AUT)     | 31.                    |
| 116                    | Johan Price-Pejtersen (DEN) | 70.                    |
| 117                    | Edoardo Zambanini (ITA)     | DNF                    |

| Groupama-FDJ GFC | Groupama-FDJ GFC                  | Groupama-FDJ GFC |
| ---------------- | --------------------------------- | ---------------- |
| Nr.              | Rytter                            | Placering        |
| 121              | Valentin Madouas (FRA) (landevej) | 1.               |
| 122              | Stefan Küng (SUI)                 | 4.               |
| 123              | Paul Penhoët (FRA)                | 64.              |
| 124              | Reuben Thompson (NZL)             | DNF              |
| 125              | Jake Stewart (GBR)                | DNF              |
| 126              | Quentin Pacher (FRA)              | 22.              |
| 127              | Olivier Le Gac (FRA)              | 26.              |

| Soudal Quick-Step SOQ | Soudal Quick-Step SOQ    | Soudal Quick-Step SOQ |
| --------------------- | ------------------------ | --------------------- |
| Nr.                   | Rytter                   | Placering             |
| 131                   | Julian Alaphilippe (FRA) | 30.                   |
| 132                   | Mauro Schmid (SUI)       | DNF                   |
| 133                   | Rémi Cavagna (FRA)       | 78.                   |
| 134                   | Fausto Masnada (ITA)     | 42.                   |
| 135                   | Mauri Vansevenant (BEL)  | 51.                   |
| 136                   | Florian Sénéchal (FRA)   | DNF                   |
| 137                   | Dries Devenyns (BEL)     | DNF                   |

| Bingoal WB BWB | Bingoal WB BWB            | Bingoal WB BWB |
| -------------- | ------------------------- | -------------- |
| Nr.            | Rytter                    | Placering      |
| 141            | Marco Tizza (ITA)         | DNF            |
| 142            | Alexis Guérin (FRA)       | 21.            |
| 143            | Rémy Mertz (BEL)          | 61.            |
| 144            | Ludovic Robeet (BEL)      | DNF            |
| 145            | Nathan Vandepitte (FRA)   | 71.            |
| 146            | Dorian de Maeght (BEL)    | DNF            |
| 147            | Aaron Van der Beken (BEL) | DNF            |

| Astana Qazaqstan Team AST | Astana Qazaqstan Team AST         | Astana Qazaqstan Team AST |
| ------------------------- | --------------------------------- | ------------------------- |
| Nr.                       | Rytter                            | Placering                 |
| 151                       | Aleksej Lutsenko (KAZ) (landevej) | 47.                       |
| 152                       | Simone Velasco (ITA) (landevej)   | 28.                       |
| 153                       | Dmitrij Gruzdev (KAZ)             | 69.                       |
| 154                       | Igor Tjzhan (KAZ)                 | DNF                       |
| 155                       | Gleb Syritsa                      | DNF                       |
| 156                       | Gianni Moscon (ITA)               | 80.                       |
| 157                       | Nurbergen Nurlykhassym (KAZ)      | DNF                       |

| UAE Team Emirates UAD | UAE Team Emirates UAD         | UAE Team Emirates UAD |
| --------------------- | ----------------------------- | --------------------- |
| Nr.                   | Rytter                        | Placering             |
| 161                   | Marc Hirschi (SUI) (landevej) | 6.                    |
| 162                   | Brandon McNulty (USA)         | 37.                   |
| 163                   | Matteo Trentin (ITA)          | 18.                   |
| 164                   | Rafał Majka (POL)             | DNF                   |
| 165                   | Felix Großschartner (AUT)     | 3.                    |
| 166                   | Alessandro Covi (ITA)         | DNF                   |
| 167                   | Jan Christen (SUI)            | 84.                   |

| Team Jayco AlUla JAY | Team Jayco AlUla JAY        | Team Jayco AlUla JAY |
| -------------------- | --------------------------- | -------------------- |
| Nr.                  | Rytter                      | Placering            |
| 171                  | Michael Matthews (AUS)      | 12.                  |
| 172                  | Alessandro De Marchi (ITA)  | 76.                  |
| 173                  | Kelland O'Brien (AUS)       | DNF                  |
| 176                  | Kevin Colleoni (ITA)        | DNF                  |
| 177                  | Tsgabu Grmay (ETH)          | DNF                  |
| 178                  | Amund Grøndahl Jansen (NOR) | DNF                  |

| Israel-Premier Tech IPT | Israel-Premier Tech IPT | Israel-Premier Tech IPT |
| ----------------------- | ----------------------- | ----------------------- |
| Nr.                     | Rytter                  | Placering               |
| 181                     | Corbin Strong (NZL)     | 13.                     |
| 182                     | Jens Reynders (BEL)     | DNF                     |
| 183                     | Dylan Teuns (BEL)       | DNF                     |
| 184                     | Nick Schultz (AUS)      | 82.                     |
| 185                     | Jakob Fuglsang (DEN)    | 38.                     |
| 186                     | Daryl Impey (RSA)       | DNF                     |
| 187                     | Reto Hollenstein (SUI)  | DNF                     |

| Bora-Hansgrohe BOH | Bora-Hansgrohe BOH     | Bora-Hansgrohe BOH |
| ------------------ | ---------------------- | ------------------ |
| Nr.                | Rytter                 | Placering          |
| 191                | Jai Hindley (AUS)      | 53.                |
| 192                | Matteo Fabbro (ITA)    | DNF                |
| 193                | Giovanni Aleotti (ITA) | 40.                |
| 194                | Patrick Gamper (AUT)   | 85.                |
| 195                | Bob Jungels (LUX)      | DNF                |
| 196                | Frederik Wandahl (DEN) | 8.                 |
| 197                | Cesare Benedetti (POL) | DNF                |

| Team DSM-Firmenich DSM | Team DSM-Firmenich DSM        | Team DSM-Firmenich DSM |
| ---------------------- | ----------------------------- | ---------------------- |
| Nr.                    | Rytter                        | Placering              |
| 201                    | John Degenkolb (GER)          | 14.                    |
| 202                    | Andreas Leknessund (NOR)      | DNF                    |
| 203                    | Marius Mayrhofer (GER)        | DNF                    |
| 204                    | Nils Eekhoff (NED)            | DNF                    |
| 205                    | Pavel Bittner (CZE)           | DNF                    |
| 206                    | Alexander Edmondson (AUS)     | DNF                    |
| 207                    | Jonas Iversby Hvideberg (NOR) | 58.                    |

| Ineos Grenadiers IGD | Ineos Grenadiers IGD        | Ineos Grenadiers IGD |
| -------------------- | --------------------------- | -------------------- |
| Nr.                  | Rytter                      | Placering            |
| 211                  | Michał Kwiatkowski (POL)    | DNF                  |
| 212                  | Pavel Sivakov (FRA)         | 54.                  |
| 213                  | Elia Viviani (ITA)          | 9.                   |
| 214                  | Ethan Hayter (GBR)          | 46.                  |
| 215                  | Brandon Rivera (COL)        | DNF                  |
| 216                  | Luke Plapp (AUS) (landevej) | DNF                  |
| 217                  | Salvatore Puccio (ITA)      | DNF                  |

| Alpecin-Deceuninck ADC | Alpecin-Deceuninck ADC                | Alpecin-Deceuninck ADC |
| ---------------------- | ------------------------------------- | ---------------------- |
| Nr.                    | Rytter                                | Placering              |
| 221                    | Mathieu van der Poel (NED) (landevej) | 74.                    |
| 222                    | Jasper Philipsen (BEL)                | 45.                    |
| 223                    | Dries De Bondt (BEL)                  | 68.                    |
| 224                    | Jonas Rickaert (BEL)                  | DNF                    |
| 225                    | Senne Leysen (BEL)                    | DNF                    |
| 226                    | Fabio Van den Bossche (BEL)           | DNF                    |
| 227                    | Søren Kragh Andersen (DEN)            | DNF                    |

| Tudor Pro Cycling Team TUD | Tudor Pro Cycling Team TUD      | Tudor Pro Cycling Team TUD |
| -------------------------- | ------------------------------- | -------------------------- |
| Nr.                        | Rytter                          | Placering                  |
| 231                        | Alexander Kamp (DEN)            | 49.                        |
| 232                        | Lucas Eriksson (SWE) (landevej) | 36.                        |
| 233                        | Petr Kelemen (CZE)              | 63.                        |
| 234                        | Rick Pluimers (NED)             | DNF                        |
| 235                        | Nils Brun (SUI)                 | DNF                        |
| 236                        | Robin Froidevaux (SUI)          | DNF                        |
| 237                        | Jacob Eriksson (SWE)            | DNF                        |

| Jumbo-Visma TJV | Jumbo-Visma TJV          | Jumbo-Visma TJV |
| --------------- | ------------------------ | --------------- |
| Nr.             | Rytter                   | Placering       |
| 1               | Christophe Laporte (FRA) | 75.             |
| 2               | Tiesj Benoot (BEL)       | 7.              |
| 3               | Tim van Dijke (NED)      | 17.             |
| 4               | Koen Bouwman (NED)       | 33.             |
| 5               | Sam Oomen (NED)          | 39.             |
| 6               | Mick van Dijke (NED)     | 77.             |
| 7               | Tosh Van der Sande (BEL) | 48.             |

| Lidl-Trek LTK | Lidl-Trek LTK                | Lidl-Trek LTK |
| ------------- | ---------------------------- | ------------- |
| Nr.           | Rytter                       | Placering     |
| 11            | Dario Cataldo (ITA)          | DNF           |
| 12            | Natnael Tesfatsion (ERI)     | DNF           |
| 13            | Thibau Nys (BEL)             | DNF           |
| 14            | Alex Kirsch (LUX) (landevej) | DNF           |
| 15            | Daan Hoole (NED)             | 20.           |
| 16            | Antwan Tolhoek (NED)         | DNF           |
| 17            | Marc Brustenga (ESP)         | DNF           |

| Lotto Dstny LTD | Lotto Dstny LTD          | Lotto Dstny LTD |
| --------------- | ------------------------ | --------------- |
| Nr.             | Rytter                   | Placering       |
| 21              | Arnaud De Lie (BEL)      | 55.             |
| 22              | Maxim Van Gils (BEL)     | 52.             |
| 23              | Florian Vermeersch (BEL) | 19.             |
| 24              | Jasper De Buyst (BEL)    | 5.              |
| 25              | Brent Van Moer (BEL)     | 59.             |
| 26              | Pascal Eenkhoorn (NED)   | 65.             |
| 27              | Cedric Beullens (BEL)    | DNF             |

| Green Project-Bardiani CSF-Faizanè BCF | Green Project-Bardiani CSF-Faizanè BCF | Green Project-Bardiani CSF-Faizanè BCF |
| -------------------------------------- | -------------------------------------- | -------------------------------------- |
| Nr.                                    | Rytter                                 | Placering                              |
| 31                                     | Henok Mulubrhan (ERI)                  | DNF                                    |
| 32                                     | Riccardo Lucca (ITA)                   | 66.                                    |
| 33                                     | Alessandro Tonelli (ITA)               | DNF                                    |
| 34                                     | Filippo Magli (ITA)                    | 86.                                    |
| 35                                     | Martin Marcellusi (ITA)                | 57.                                    |
| 36                                     | Luca Colnaghi (ITA)                    | DNF                                    |
| 37                                     | Davide Gabburo (ITA)                   | 87.                                    |

| Intermarché-Circus-Wanty ICW | Intermarché-Circus-Wanty ICW | Intermarché-Circus-Wanty ICW |
| ---------------------------- | ---------------------------- | ---------------------------- |
| Nr.                          | Rytter                       | Placering                    |
| 41                           | Biniam Girmay (ERI)          | DNF                          |
| 42                           | Madis Mihkels (EST)          | DNF                          |
| 43                           | Lilian Calmejane (FRA)       | DNF                          |
| 44                           | Loïc Vliegen (BEL)           | DNF                          |
| 45                           | Aimé De Gendt (BEL)          | 23.                          |
| 46                           | Dries De Pooter (BEL)        | 83.                          |
| 47                           | Adrien Petit (FRA)           | DNF                          |

| AG2R Citroën Team ACT | AG2R Citroën Team ACT        | AG2R Citroën Team ACT |
| --------------------- | ---------------------------- | --------------------- |
| Nr.                   | Rytter                       | Placering             |
| 51                    | Benoît Cosnefroy (FRA)       | 27.                   |
| 52                    | Aurélien Paret-Peintre (FRA) | 81.                   |
| 53                    | Jordan Labrosse (FRA)        | DNF                   |
| 54                    | Greg Van Avermaet (BEL)      | 43.                   |
| 55                    | Clément Venturini (FRA)      | DNF                   |
| 56                    | Oliver Naesen (BEL)          | DNF                   |
| 57                    | Stan Dewulf (BEL)            | 50.                   |

| Cofidis COF | Cofidis COF            | Cofidis COF |
| ----------- | ---------------------- | ----------- |
| Nr.         | Rytter                 | Placering   |
| 61          | Guillaume Martin (FRA) | 25.         |
| 62          | Jon Izagirre (ESP)     | DNF         |
| 63          | Anthony Perez (FRA)    | 35.         |
| 64          | Jonathan Lastra (ESP)  | DNF         |
| 65          | Simon Geschke (GER)    | DNF         |
| 66          | Hugo Toumire (FRA)     | DNF         |
| 67          | Thomas Champion (FRA)  | DNF         |

| EF Education-EasyPost EFE | EF Education-EasyPost EFE  | EF Education-EasyPost EFE |
| ------------------------- | -------------------------- | ------------------------- |
| Nr.                       | Rytter                     | Placering                 |
| 71                        | Ben Healy (IRL) (landevej) | DNF                       |
| 72                        | Alberto Bettiol (ITA)      | DNF                       |
| 73                        | Jonas Rutsch (GER)         | 32.                       |
| 74                        | Owain Doull (GBR)          | 11.                       |
| 75                        | Łukasz Wiśniowski (POL)    | DNF                       |
| 76                        | Andrey Amador (CRC)        | 67.                       |
| 77                        | Jens Keukeleire (BEL)      | DNF                       |

| TotalEnergies TEN | TotalEnergies TEN          | TotalEnergies TEN |
| ----------------- | -------------------------- | ----------------- |
| Nr.               | Rytter                     | Placering         |
| 81                | Peter Sagan (SVK)          | DNF               |
| 82                | Mathieu Burgaudeau (FRA)   | 2.                |
| 83                | Sandy Dujardin (FRA)       | 10.               |
| 84                | Anthony Turgis (FRA)       | 62.               |
| 85                | Edvald Boasson Hagen (NOR) | 60.               |
| 86                | Julien Simon (FRA)         | 24.               |
| 87                | Fabien Grellier (FRA)      | 29.               |

| Movistar Team MOV | Movistar Team MOV           | Movistar Team MOV |
| ----------------- | --------------------------- | ----------------- |
| Nr.               | Rytter                      | Placering         |
| 91                | Alex Aranburu (ESP)         | 16.               |
| 92                | Iván Romeo (ESP)            | DNF               |
| 93                | Gorka Izagirre (ESP)        | 73.               |
| 94                | José Joaquín Rojas (ESP)    | 72.               |
| 95                | Will Barta (USA)            | 79.               |
| 96                | Vinicius Rangel Costa (BRA) | DNF               |
| 97                | Johan Jacobs (SUI)          | DNF               |

| Arkéa-Samsic ARK | Arkéa-Samsic ARK          | Arkéa-Samsic ARK |
| ---------------- | ------------------------- | ---------------- |
| Nr.              | Rytter                    | Placering        |
| 101              | Warren Barguil (FRA)      | 34.              |
| 102              | Simon Guglielmi (FRA)     | 88.              |
| 103              | Matis Louvel (FRA)        | 15.              |
| 104              | Clément Champoussin (FRA) | 41.              |
| 105              | Ewen Costiou (FRA)        | 56.              |
| 106              | Laurent Pichon (FRA)      | DNF              |
| 107              | Maxime Bouet (FRA)        | DNF              |

| Bahrain Victorious TBV | Bahrain Victorious TBV      | Bahrain Victorious TBV |
| ---------------------- | --------------------------- | ---------------------- |
| Nr.                    | Rytter                      | Placering              |
| 111                    | Jonathan Milan (ITA)        | DNF                    |
| 112                    | Jack Haig (AUS)             | 44.                    |
| 113                    | Andrea Pasqualon (ITA)      | DNF                    |
| 114                    | Nikias Arndt (GER)          | DNF                    |
| 115                    | Rainer Kepplinger (AUT)     | 31.                    |
| 116                    | Johan Price-Pejtersen (DEN) | 70.                    |
| 117                    | Edoardo Zambanini (ITA)     | DNF                    |

| Groupama-FDJ GFC | Groupama-FDJ GFC                  | Groupama-FDJ GFC |
| ---------------- | --------------------------------- | ---------------- |
| Nr.              | Rytter                            | Placering        |
| 121              | Valentin Madouas (FRA) (landevej) | 1.               |
| 122              | Stefan Küng (SUI)                 | 4.               |
| 123              | Paul Penhoët (FRA)                | 64.              |
| 124              | Reuben Thompson (NZL)             | DNF              |
| 125              | Jake Stewart (GBR)                | DNF              |
| 126              | Quentin Pacher (FRA)              | 22.              |
| 127              | Olivier Le Gac (FRA)              | 26.              |

| Soudal Quick-Step SOQ | Soudal Quick-Step SOQ    | Soudal Quick-Step SOQ |
| --------------------- | ------------------------ | --------------------- |
| Nr.                   | Rytter                   | Placering             |
| 131                   | Julian Alaphilippe (FRA) | 30.                   |
| 132                   | Mauro Schmid (SUI)       | DNF                   |
| 133                   | Rémi Cavagna (FRA)       | 78.                   |
| 134                   | Fausto Masnada (ITA)     | 42.                   |
| 135                   | Mauri Vansevenant (BEL)  | 51.                   |
| 136                   | Florian Sénéchal (FRA)   | DNF                   |
| 137                   | Dries Devenyns (BEL)     | DNF                   |

| Bingoal WB BWB | Bingoal WB BWB            | Bingoal WB BWB |
| -------------- | ------------------------- | -------------- |
| Nr.            | Rytter                    | Placering      |
| 141            | Marco Tizza (ITA)         | DNF            |
| 142            | Alexis Guérin (FRA)       | 21.            |
| 143            | Rémy Mertz (BEL)          | 61.            |
| 144            | Ludovic Robeet (BEL)      | DNF            |
| 145            | Nathan Vandepitte (FRA)   | 71.            |
| 146            | Dorian de Maeght (BEL)    | DNF            |
| 147            | Aaron Van der Beken (BEL) | DNF            |

| Astana Qazaqstan Team AST | Astana Qazaqstan Team AST         | Astana Qazaqstan Team AST |
| ------------------------- | --------------------------------- | ------------------------- |
| Nr.                       | Rytter                            | Placering                 |
| 151                       | Aleksej Lutsenko (KAZ) (landevej) | 47.                       |
| 152                       | Simone Velasco (ITA) (landevej)   | 28.                       |
| 153                       | Dmitrij Gruzdev (KAZ)             | 69.                       |
| 154                       | Igor Tjzhan (KAZ)                 | DNF                       |
| 155                       | Gleb Syritsa                      | DNF                       |
| 156                       | Gianni Moscon (ITA)               | 80.                       |
| 157                       | Nurbergen Nurlykhassym (KAZ)      | DNF                       |

| UAE Team Emirates UAD | UAE Team Emirates UAD         | UAE Team Emirates UAD |
| --------------------- | ----------------------------- | --------------------- |
| Nr.                   | Rytter                        | Placering             |
| 161                   | Marc Hirschi (SUI) (landevej) | 6.                    |
| 162                   | Brandon McNulty (USA)         | 37.                   |
| 163                   | Matteo Trentin (ITA)          | 18.                   |
| 164                   | Rafał Majka (POL)             | DNF                   |
| 165                   | Felix Großschartner (AUT)     | 3.                    |
| 166                   | Alessandro Covi (ITA)         | DNF                   |
| 167                   | Jan Christen (SUI)            | 84.                   |

| Team Jayco AlUla JAY | Team Jayco AlUla JAY        | Team Jayco AlUla JAY |
| -------------------- | --------------------------- | -------------------- |
| Nr.                  | Rytter                      | Placering            |
| 171                  | Michael Matthews (AUS)      | 12.                  |
| 172                  | Alessandro De Marchi (ITA)  | 76.                  |
| 173                  | Kelland O'Brien (AUS)       | DNF                  |
| 176                  | Kevin Colleoni (ITA)        | DNF                  |
| 177                  | Tsgabu Grmay (ETH)          | DNF                  |
| 178                  | Amund Grøndahl Jansen (NOR) | DNF                  |

| Israel-Premier Tech IPT | Israel-Premier Tech IPT | Israel-Premier Tech IPT |
| ----------------------- | ----------------------- | ----------------------- |
| Nr.                     | Rytter                  | Placering               |
| 181                     | Corbin Strong (NZL)     | 13.                     |
| 182                     | Jens Reynders (BEL)     | DNF                     |
| 183                     | Dylan Teuns (BEL)       | DNF                     |
| 184                     | Nick Schultz (AUS)      | 82.                     |
| 185                     | Jakob Fuglsang (DEN)    | 38.                     |
| 186                     | Daryl Impey (RSA)       | DNF                     |
| 187                     | Reto Hollenstein (SUI)  | DNF                     |

| Bora-Hansgrohe BOH | Bora-Hansgrohe BOH     | Bora-Hansgrohe BOH |
| ------------------ | ---------------------- | ------------------ |
| Nr.                | Rytter                 | Placering          |
| 191                | Jai Hindley (AUS)      | 53.                |
| 192                | Matteo Fabbro (ITA)    | DNF                |
| 193                | Giovanni Aleotti (ITA) | 40.                |
| 194                | Patrick Gamper (AUT)   | 85.                |
| 195                | Bob Jungels (LUX)      | DNF                |
| 196                | Frederik Wandahl (DEN) | 8.                 |
| 197                | Cesare Benedetti (POL) | DNF                |

| Team DSM-Firmenich DSM | Team DSM-Firmenich DSM        | Team DSM-Firmenich DSM |
| ---------------------- | ----------------------------- | ---------------------- |
| Nr.                    | Rytter                        | Placering              |
| 201                    | John Degenkolb (GER)          | 14.                    |
| 202                    | Andreas Leknessund (NOR)      | DNF                    |
| 203                    | Marius Mayrhofer (GER)        | DNF                    |
| 204                    | Nils Eekhoff (NED)            | DNF                    |
| 205                    | Pavel Bittner (CZE)           | DNF                    |
| 206                    | Alexander Edmondson (AUS)     | DNF                    |
| 207                    | Jonas Iversby Hvideberg (NOR) | 58.                    |

| Ineos Grenadiers IGD | Ineos Grenadiers IGD        | Ineos Grenadiers IGD |
| -------------------- | --------------------------- | -------------------- |
| Nr.                  | Rytter                      | Placering            |
| 211                  | Michał Kwiatkowski (POL)    | DNF                  |
| 212                  | Pavel Sivakov (FRA)         | 54.                  |
| 213                  | Elia Viviani (ITA)          | 9.                   |
| 214                  | Ethan Hayter (GBR)          | 46.                  |
| 215                  | Brandon Rivera (COL)        | DNF                  |
| 216                  | Luke Plapp (AUS) (landevej) | DNF                  |
| 217                  | Salvatore Puccio (ITA)      | DNF                  |

| Alpecin-Deceuninck ADC | Alpecin-Deceuninck ADC                | Alpecin-Deceuninck ADC |
| ---------------------- | ------------------------------------- | ---------------------- |
| Nr.                    | Rytter                                | Placering              |
| 221                    | Mathieu van der Poel (NED) (landevej) | 74.                    |
| 222                    | Jasper Philipsen (BEL)                | 45.                    |
| 223                    | Dries De Bondt (BEL)                  | 68.                    |
| 224                    | Jonas Rickaert (BEL)                  | DNF                    |
| 225                    | Senne Leysen (BEL)                    | DNF                    |
| 226                    | Fabio Van den Bossche (BEL)           | DNF                    |
| 227                    | Søren Kragh Andersen (DEN)            | DNF                    |

| Tudor Pro Cycling Team TUD | Tudor Pro Cycling Team TUD      | Tudor Pro Cycling Team TUD |
| -------------------------- | ------------------------------- | -------------------------- |
| Nr.                        | Rytter                          | Placering                  |
| 231                        | Alexander Kamp (DEN)            | 49.                        |
| 232                        | Lucas Eriksson (SWE) (landevej) | 36.                        |
| 233                        | Petr Kelemen (CZE)              | 63.                        |
| 234                        | Rick Pluimers (NED)             | DNF                        |
| 235                        | Nils Brun (SUI)                 | DNF                        |
| 236                        | Robin Froidevaux (SUI)          | DNF                        |
| 237                        | Jacob Eriksson (SWE)            | DNF                        |